# Château de la Grande Haie
Le Château de la Grande Haie est un château français situé à Désertines, dans le département de la Mayenne et la région des Pays de la Loire. Il comporte une allée conduisant à la route de Fougerolles-du-Plessis. .

## Désignation
- Bois de Gondain (Hubert Jaillot).
- La Branlardière (Carte de Cassini).

## Histoire
Le château du XIXe siècle est flanqué de deux tours et d'un pavillon, portes et fenêtres cintrées. L'avenue était à la fin du XIXe siècle plantée de hêtres. 
Józef Konstanty Ramotowski (1812-1888), militaire polonais, a habité la Grande Haie à partir de 1836. En 1835, il rencontre Constance Aline Guesdon de Beauchesne, veuve d'Henri de La Broise. Ils se marient le 7 janvier 1836. Son fils Léopold Thadée Ramotowski, est né en 1841 à Désertines, était général.
Mme Ramotowska, née Guesdon de Beauchesne, a fait élever à l'entrée de l'allée, en exécution d'un vœu fait en 1870, un petit oratoire en briques, de construction originale.

## Sources et bibliographie
- « Château de la Grande Haie », dans Alphonse-Victor Angot et Ferdinand Gaugain, Dictionnaire historique, topographique et biographique de la Mayenne, Laval, A. Goupil, 1900-1910 [détail des éditions] (BNF 34106789, présentation en ligne)